# Wilhelm Gauger (Anglist)
Wilhelm Peter Joachim Gauger (* 13. Juli 1932 in Wuppertal; † 16. September 2013 in Berlin) war ein deutscher Anglist und Hochschullehrer.

## Leben und Wirken
Wilhelm Gauger studierte nach seiner Reifeprüfung 1953 in Wuppertal Anglistik, Germanistik und Philosophie an der Universität Köln. Dort legte er 1959 bzw. 1962 die beiden Staatsexamen für den höheren Schuldienst ab. Kurze Zeit (1959) war er dort wissenschaftlicher Assistent bzw. Studienreferendar in Solingen und Wuppertal (1960). 1962 übernahm er eine Stelle als wissenschaftlicher Assistent an der Freien Universität Berlin und promovierte 1965 an dieser Universität bei dem Anglisten Richard Gerber. Ab 1966 war er zunächst als Akademischer Rat tätig und habilitierte sich 1971 für Englische Literaturwissenschaft und lehrte hier bis zu seiner Emeritierung als Professor. 1972/73 übernahm er eine Lehrstuhlvertretung an der Universität München.
Neben Arbeiten zur englischen Literaturgeschichte beschäftigte sich Gauger in zahlreiche Aufsätzen mit dem Problem des Okkulten, dem Paranormalen und der Parapsychologie.

## Veröffentlichungen (Auswahl)
- Geschlechter, Liebe und Ehe in der Auffassung von Londoner Zeitschriften um 1700. Dissertation Freie Universität Berlin 1965.
- Wandlungsmotive in Rudyard Kiplings Prosawerk. Fink, München 1975 (= Habilitationsschrift Freie Universität Berlin).
- "Y". Paranormale Welt, Wirklichkeit und Literatur. Henssel, Berlin 1980, ISBN 3-87329-103-7.
- Postmortale Welt und Poesie. In: Andreas Resch (Hrsg.): Fortleben nach dem Tode (= Imago mundi, Bd. 7). Resch, Innsbruck 1980, ISBN 3-85382-010-7, S. 179–220.
- Überlegungen eines Literaturwissenschaftlers zur Parapsychologie. In: Eberhard Bauer (Hrsg.): Psi - was verbirgt sich dahinter? Wissenschaftler untersuchen parapsychologische Erscheinungen. Herder, Freiburg/Br. 1984, ISBN 3-451-08150-4, S. 143–170.
- Schwierigkeiten bei der Verständigung. In: Hans Peter Duerr (Hrsg.): Der Wissenschaftler und das Irrationale. Bd. 4: Beiträge aus der Psychologie. Syndikat, Frankfurt am Main 1985, ISBN 3-434-46059-4, S. 170–200.
- Prüfstand der Realität. Berlin im englischsprachigen Roman des 20. Jahrhunderts. In: Jörg Helbig (Hrsg.): Welcome to Berlin. Das Image Berlins in der englischsprachigen Welt von 1700 bis heute. Ed. Buchexpress im Stapp-Verlag, Berlin 1987, ISBN 3-87776-750-8, S. 83–100.
- Zweierlei Maß in "Measure for Measure". In: Elfi Bettinger (Hrsg.): Von Shakespeare bis Chomsky. Arbeiten zur englischenPhilologie an der Freien Universität Berlin. Lang, Frankfurt am Main 1987, ISBN 3-8204-9151-1, S. 15–31.
- Das Problem des sinnvollen Zufalls. In: Humboldt-Gesellschaft für Wissenschaft, Kunst und Bildung (Hrsg.): Humane Zukunft. Mannheim 1988, ISBN 3-927030-09-0, S. 281–298.
- Strittigkeit und Natürlichkeit. Das Paranormale und Öbszöne. In: Zeitschrift für Parapsychologie und Grenzgebiete der Psychologie, Bd. 36 (1994), S. 39–58.
- Die postmortale Welt in englischsprachigen Erzählungen. Eine Skizze. In: Hubert Knoblauch/Hans-Georg Soeffner (Hrsg.): Todesnähe. Wissenschaftliche Zugänge zu einem außergewöhnlichen Phänomen (= Passagen & Transzendenzen. Bd. 8). Univ.-Verlag Konstanz, Konstanz 1999, ISBN 3-87940-656-1, S. 251–270.

Außerdem weitere Aufsätze, vor allem auch in der Zeitschrift für Parapsychologie und Grenzgebiete der Psychologie.